# Melvin Biddle
Melvin Earl "Bud" Biddle (Daleville, 28 de novembro de 1923 - Anderson, 16 de dezembro de 2010) foi um soldado do Exército dos Estados Unidos que recebeu a mais alta condecoração militar de seu país, a Medalha de Honra, por suas ações na Segunda Guerra Mundial.